# マイク・アルフォンソ
マイク・アルフォンソ（Mike Alfonso、1965年1月24日 - 2007年2月17日）は、アメリカ合衆国のプロレスラー。フロリダ州タンパ出身。
ザ・グラジエーター（The Gladiator）、マイク・オーサム / マイク・アッサム（Mike Awesome）などのリングネームで知られる。

## 来歴
1989年にデビュー。「ザ・プロ」（The Pro）、「マイク・オーサム」（Mike Awesome）などのリングネームで、アメリカ合衆国の小中プロレス団体で活動していた。
1990年、大仁田厚がプエルトリコに遠征中、当時抗争中であったビクター・キニョネスとプエルトリコ勢のレスラー達に襲撃され負傷、そのペナルティとしてプエルトリコのレスラーが出場停止となったため、本来来日するはずだったレスラーの代役として、ターザン後藤の推薦で9月にザ・グラジエーターとしてFMWに初来日。来日当初より2メートル級の長身から放たれるパワーボム「アッサムボム」とノータッチのトペ・スイシーダを披露しリングを席巻した。ポーゴとのプエルトリコ軍団ではポーゴのタッグパートナーとしてFMWに定着。1991年、総合格闘技タッグリーグ戦ではポーゴとのコンビで優勝。シーク軍団ではタイトン、ボウダーと活躍し来日外国人の主力となった。シーク軍団を裏切り結成したチーム・カナダではビッグ・タイトンとのメガトンコンビで敵なしの状態で、世界ブラスナックル王者にも君臨している。しかしながら誤爆からタッグ王座の防衛に失敗したのを機にタイトンと仲間割れ。W★ING同盟に加入し、注目を集めたタイトンとのシングル戦は短期間で通算4回戦い3勝1敗と勝ち越した。
大仁田引退後も新生FMWの常連外国人レスラーのエースとして活躍。リーサル・ウェポンに所属し正規軍、W★INGを相手に苦しめた。1995年のリーグ戦『グランドスラム』では、決勝戦でハヤブサを倒して、世界ブラスナックル王座を奪取。自身のケガによる欠場などでリーサル・ウェポンは勢いを落とし、正規軍とW★INGの抗争がメインになってしまった。そのような状況を打破するためにテリー・ファンクと合体し米版FMWを結成。その後、金村ゆきひろからインディペンデント・ワールド・世界ヘビー級王座を奪って、2本のチャンピオンベルトを統一。初代FMW認定二冠統一王者となった。また、1997年の川崎球場大会での田中将斗との試合は高評価され、以後田中との試合はFMWとECWを股にかけるカードとなる。米版FMWも長くは続かずZENに合流。しかしながらZENも長くは続かず、最終的にはシングルプレイヤーとし正規軍、TNRと対戦した。
FMWがエンターテイメント路線に変更後は、アメリカに戻りECWに参戦して活躍する。1999年には全日本プロレスにも参戦、9月4日の日本武道館大会では小橋建太との一騎討ちも行われた。
ECW世界ヘビー級王座戴冠中の2000年に、多額の契約金と共にWCWに移籍。このことはECW関係者、ファンの反感を買ったとされる。この時期のWCWは大味な試合が多く目立った活躍ができずに終わってしまう。WCW崩壊後はWWF（現：WWE）に登場するも後に解雇された。
2005年に行われたWWEのPPV、WWE ECW's One Night Standに対田中戦で出場。この際に前述の移籍騒動について解説者に取り上げられていた。その後、プロレスリング・ノアに出場予定だったが、シリーズ開幕前に内臓疾患により急きょ全戦欠場となる。このため本人は引退を決意。1年間の休暇を取り、その間に不動産取引のライセンスを取得。2006年から地元フロリダ州タンパの不動産会社に勤務していた。
2007年2月17日、外出に誘おうとした友人により、自宅の中で首を吊って死んでいる姿で発見される。検死の結果、自殺と判断された。42歳没。妻と息子を残しての死であった。3日後、WWEはECW（2006年よりECWはWWEの1ブランドとして週1度のTVショーを行っている）の番組冒頭で、アルフォンソの死を告知し、追悼映像を放映した。

## 得意技

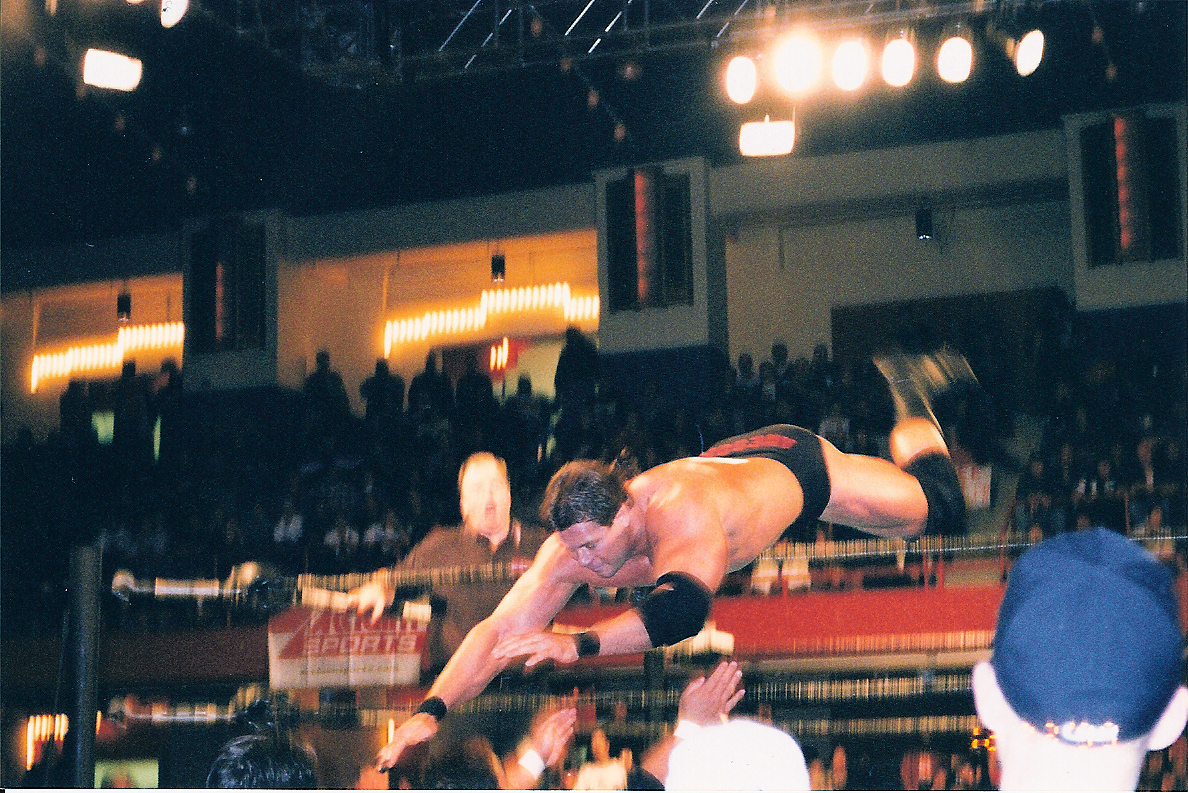
スーパー・ランチャー

アッサムボム
シットダウン式ジャンピング・パワーボム
スーパー・アッサムボム
カナディアン・バックブリーカーで持ち上げて走りながら落とすランニング・サンダーファイヤー・パワーボム。
カミカゼ・アッサムボム
トップロープに立った状態から繰り出す雪崩式パワーボム。
アッサム・スプラッシュ
スーパー・ランチャー
トップロープを超えてのトペ・スイシーダ。
プランチャ・スイシーダ
ハンマーライン
サンドイッチ・ラリアット
ビッグ・タイトンとの合体技。

## タイトル歴
ECW
- ECW世界ヘビー級王座 : 2回
- ECW世界タッグ王座 : 1回（w / レイヴェン）

WWF
- WWFハードコア王座 : 1回

FMW
- FMW二冠統一王座（世界ブラスナックル王座 : 2回、インディペンデントワールド世界ヘビー級王座 : 1回）
- 世界ブラスナックルタッグ王座 : 2回（w / ビッグ・タイトン、ミスター・ポーゴ）
- 世界ストリートファイト6人タッグ王座 : 1回（w / ホーレス・ボウダー、大矢剛功）

MLW
- MLW世界ヘビー級王座 : 1回